# Casa con Atrio Tetrastilo

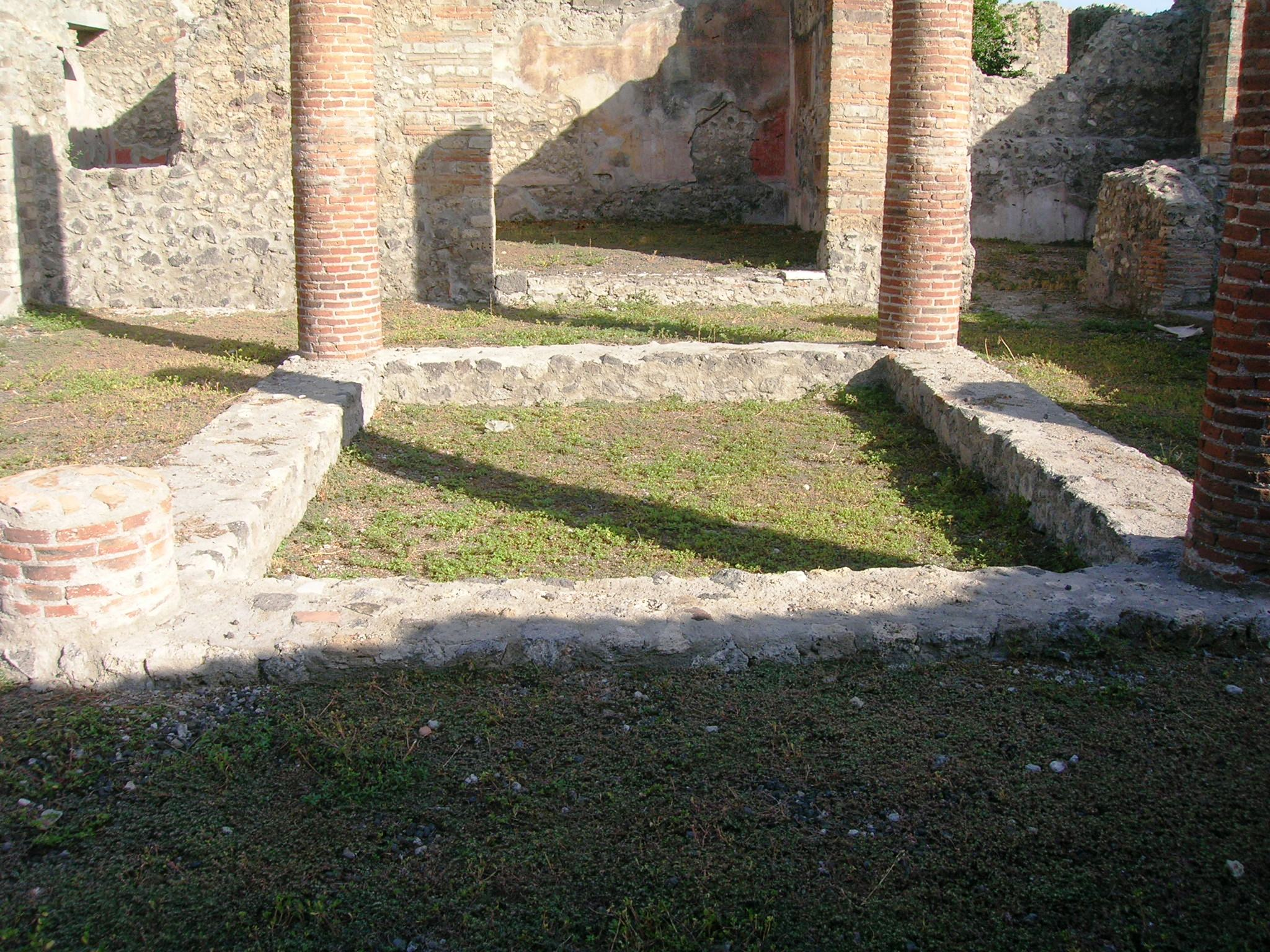
Blick auf das Atrium

Die Casa con Atrio Tetrastilo (Haus des viersäuligen Atriums) ist ein moderat großes Wohnhaus in Pompeji (VI 7, 3), das 1835 ausgegraben wurde. Er erhielt seinen modernen Namen anhand des Atriums mit vier Säulen. Teile des Hauses waren bei der Auffindung noch mit Wandmalereien dekoriert, doch ist davon heute nur noch wenig erhalten.

## Beschreibung
Das Haus wird über die Fauces betreten. Von dort kommt man in das Atrium, dessen Impluvium mit vier Säulen dekoriert ist. An der Nordwand steht ein Lararium. Im hinteren Teil des Hauses gibt es einen kleinen Garten. Diverse Räume hatten Wandmalereien, die heute aber alle nur noch aus alten Beschreibungen oder von Zeichnungen her bekannt sind. Die Wandbemalung eines Raumes zeigte Kandelaber, ein häufiges Motiv für pompejanische Wandmalereien. Im Tablinum befanden sich zwei Wandbilder, die mythologische Szenen darstellten, deren Deutung aber umstritten ist. Karl Schefold vermutet in den Figuren: Achilleus und Patroklos sowie Amphion und Zethos.